# Edward Klima
Edward S. Klima (21 juin 1931 – 25 septembre 2008) est un linguiste américain spécialisé dans l'étude des langues des signes. Le travail de Klima était fortement influencé par la théorie alors révolutionnaire de Noam Chomsky sur le facteur biologique de la linguistique. Klima applique cette analyse aux langues des signes. 
Klima, qui travaille beaucoup avec son épouse Ursula Bellugi, est l'un des premiers à prouver que les langues des signes sont des langues complètes, dotées d'une grammaire complexe et semblable à celles des langues orales.  La reconnaissance généralisée de ce fait permet d'encourager la langue des signes, et non la lecture sur les lèvres comme par le passé.  

## Éducation et carrière
Klima étudie la linguistique au Dartmouth College, obtenant son baccalauréat en 1953. Deux ans plus tard, il obtient une maîtrise dans le même domaine à l'Université Harvard. À partir de 1957, Klima travaille comme instructeur au Massachusetts Institute of Technology sous la direction de Noam Chomsky. Après avoir obtenu son doctorat en linguistique à l'Université Harvard en 1965, il rejoint le département de linguistique de l'Université de Californie à San Diego. Plus tard, il devient professeur adjoint au Salk Institute for Biological Studies, où sa femme, Ursula Bellugi, est professeure et directrice du Laboratoire de neurosciences cognitives (dont Klima est directeur associé). 